# Saint-Urbain-Maconcourt
Saint-Urbain-Maconcourt település Franciaországban, Haute-Marne megyében. Lakosainak száma 605 fő (2022. január 1.). Saint-Urbain-Maconcourt Annonville, Domremy-Landéville, Donjeux, Fronville, Joinville, Mussey-sur-Marne, Noncourt-sur-le-Rongeant, Poissons, Rupt, Suzannecourt és Vaux-sur-Saint-Urbain községekkel határos.

## Népesség
A település népessége az elmúlt években az alábbi módon változott:
| Lakosok száma | 698  | 727  | 707  | 644  | 647  | 648  | 643  | 638  | 627  | 605  |
|               | 1968 | 1982 | 1990 | 2006 | 2013 | 2015 | 2017 | 2019 | 2020 | 2022 |